# Hans Georg Bock

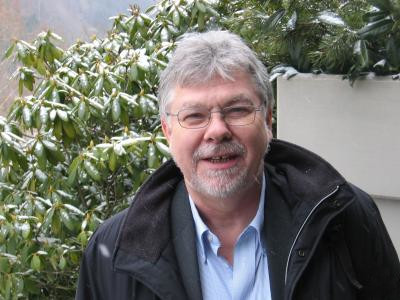
Hans Georg Bock

Hans Georg Bock (Bottrop, 9 mei 1948) is een Duitse professor in de wiskunde en informatica. Hij is sinds 2005 directeur van het Interdisziplinäres Zentrum für wissenschaftliches Rechnen (Interdisciplinair centrum voor wetenschappelijk rekenen) van de Ruprecht-Karls-Universiteit Heidelberg. Bock is lid van het comité voor ontwikkelingslanden van de European Mathematical Society (CDC-EMS) en verantwoordelijke voor de regio Azië.

## Biografie
Bock studeerde wiskunde met nevenvakken natuurkunde en biologie aan de Universiteit van Keulen. Hij sloot zijn studie in 1975 af met het eindwerk Numerische Optimierung zustandsbeschränkter parameterabhängiger Prozesse mit linear auftretender Steuerung unter Anwendung der Mehrzielmethode (Toepassing van direct multiple shooting voor numerieke optimalisatie van toestandsbeperkte en parameterafhankelijke processen met lineair werkende sturing) onder de begeleiding van professor Roland Bulirsch.
Van 1976 tot 1981 was hij wetenschappelijk medewerker aan de Universiteit van Bonn en daarop aansluitend tot 1982 werkzaam bij het Deutsches Zentrum für Luft- und Raumfahrt (DLR) in Oberpfaffenhofen.
Na verschillende jaren gewerkt te hebben als wiskundeadviseur in de industrie en het onderzoek, keerde hij van 1985 tot 1987 als onderzoeker terug naar de Universiteit van Bonn. Met de thesis Randwertproblemmethoden zur Parameteridentifizierung in Systemen nichtlinearer Differentialgleichungen (Randwaardeprobleemmethodes voor parameteridentificatie in systemen van niet-lineaire differentiaalvergelijkingen), behaalde hij er in 1986 het doctoraat aan de faculteit Wiskunde en Natuurwetenschap (promotoren Jens Frehse en Roland Bulirsch).
Bock was van 1987 tot 1988 gastprofessor numerieke wiskunde aan de Ruprecht-Karls-Universiteit Heidelberg, voor hij in 1988 een professoraat aan de Universiteit Augsburg aannam. Sinds 1991 is hij houder van een leerstoel voor software-informatica en optimalisatie aan de Ruprecht-Karls-Universiteit Heidelberg.
Hij is sinds 2005 directeur van het Interdisziplinäres Zentrum für wissenschaftliches Rechnen van de Ruprecht-Karls-Universiteit Heidelberg, waarvan hij al van 1993 tot 2004 vice-directeur was.

## Onderzoek
Onder supervisie van Bock zijn al meer dan 250 wetenschappelijke publicaties ontstaan, in volgende domeinen:
- Adaptieve discretisatie en Newton-methodes voor optimalisatie van grote systemen,
- Simultane algoritmes voor niet-lineaire optimalisatie en optimale aansturing van processen, die door DAE en PDE wiskundige modellen beschreven worden,
- Real-time oplossingen van niet-lineaire DAE- en PDE-aansturingsproblemen met beperkingen en feedback,
- Numerieke methodes voor toestands- en parameterschatting,
- Numerieke methodes voor differentieelalgebraïsche vergelijkingen (DAE),
- Modelgebaseerd niet-lineair optimaal experimentontwerp,
- Niet-lineaire gemengd-discrete dynamische optimalisatie,
- Optimalisatie onder onzekerheden, robuuste optimalisatie,
- Stabiliteitsoptimalisatie van loopbewegingen,
- Computerondersteunde methodes voor bescherming en ontsluiting van cultureel erfgoed,
- Toepassingen in lucht- en ruimtevaart, mechanica en biomechanica, scheikunde, procestechniek, systeembiologie, evenals biomedische toepassingen.

## Onderwijs
Onder de begeleiding van Hans Georg Bock werden tot nu toe meer dan 70 eindwerken en meer dan 30 doctoraten afgelegd. Twaalf van zijn voormalige medewerkers hebben intussen een professoraat aangenomen in Duitsland of daarbuiten.
Hans Georg Bock heeft bijgedragen tot de ontwikkeling van gestructureerde, internationaal verbonden en interdisciplinaire doctoraatsopleidingsprogramma’s door verschillende vernieuwingen, zoals het mentoringsysteem, dit in zijn positie als woordvoerder (sinds 1992) van verschillende doctoraatsscholen van het Duitse Fonds voor Wetenschappelijk Onderzoek (DFG) en als directeur (sinds 2007) van de in het kader van het Duitse Excellentie-initiatief opgerichte Heidelberger Graduiertenschule der mathematischen und computergestützten Methoden für die Wissenschaften (Heidelberger doctoraatsschool voor wiskundige en computerondersteunde methodes voor de wetenschappen) (HGS MathComp).

## Prijzen en onderscheidingen
- Omwille van zijn verdienste voor de Vietnamees-Duitse betrekkingen en het oprichten van een wetenschappelijke onderzoeksgemeenschap rond high-performance computing werd aan Bock in 2000 een eredoctoraat verleend door de Vietnamese academie voor Wetenschap en Technologie, in 2003 een Medaille van Verdienste door het Vietnamese ministerie voor Onderwijs en Opleiding, en in 2012 een eredoctoraat door de Russische academie voor Wetenschappen.
- Ter gelegenheid van de 60e verjaardag van Hans Georg Bock en Rolf Rannacher vindt van 21 tot 25 juli 2008 de MOSOCOP08-conferentie plaats in Heidelberg.
- Medal of Honor, Gottlieb Daimler and Karl Benz Foundation (2008)
- Microsoft Research Award (2004)
- GEFFRUB Award (1996)
- Heinrich Hörlein Memorial Award (1986)
- Felix Hausdorff Memorial Award (1984)